# Saint-Hilaire-sur-Puiseaux
Saint-Hilaire-sur-Puiseaux ist eine französische Gemeinde mit 154 Einwohnern (Stand: 1. Januar 2022) im Département Loiret in der Region Centre-Val de Loire. Sie ist Teil des Kantons Lorris im Arrondissement Montargis. 

## Geographie
Saint-Hilaire-sur-Puiseaux liegt etwa 62 Kilometer östlich von Orléans am Puiseaux. Umgeben wird Saint-Hilaire-sur-Puiseaux von den Nachbargemeinden Vimory im Norden und Nordwesten, Mormant-sur-Vernisson im Nordosten, Solterre im Osten, Ouzouer-des-Champs im Süden, Varennes-Changy im Südwesten sowie Oussoy-en-Gâtinais im Westen.

## Bevölkerungsentwicklung
| 1962                       | 1968 | 1975 | 1982 | 1990 | 1999 | 2006 | 2018 |
| -------------------------- | ---- | ---- | ---- | ---- | ---- | ---- | ---- |
| 158                        | 155  | 127  | 113  | 140  | 163  | 177  | 170  |
| Quellen: Cassini und INSEE |      |      |      |      |      |      |      |

## Sehenswürdigkeiten

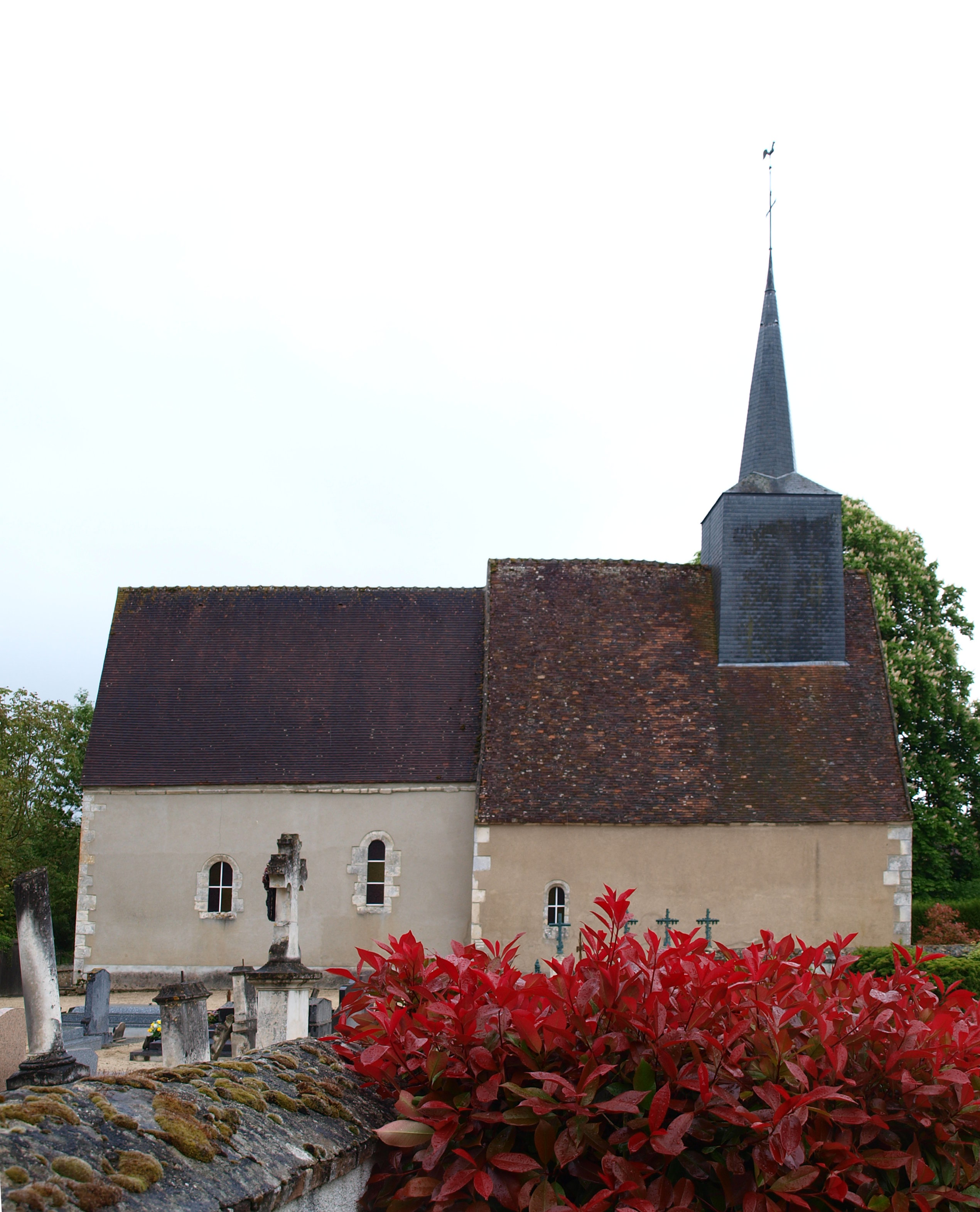
Kirche Saint-Hilaire
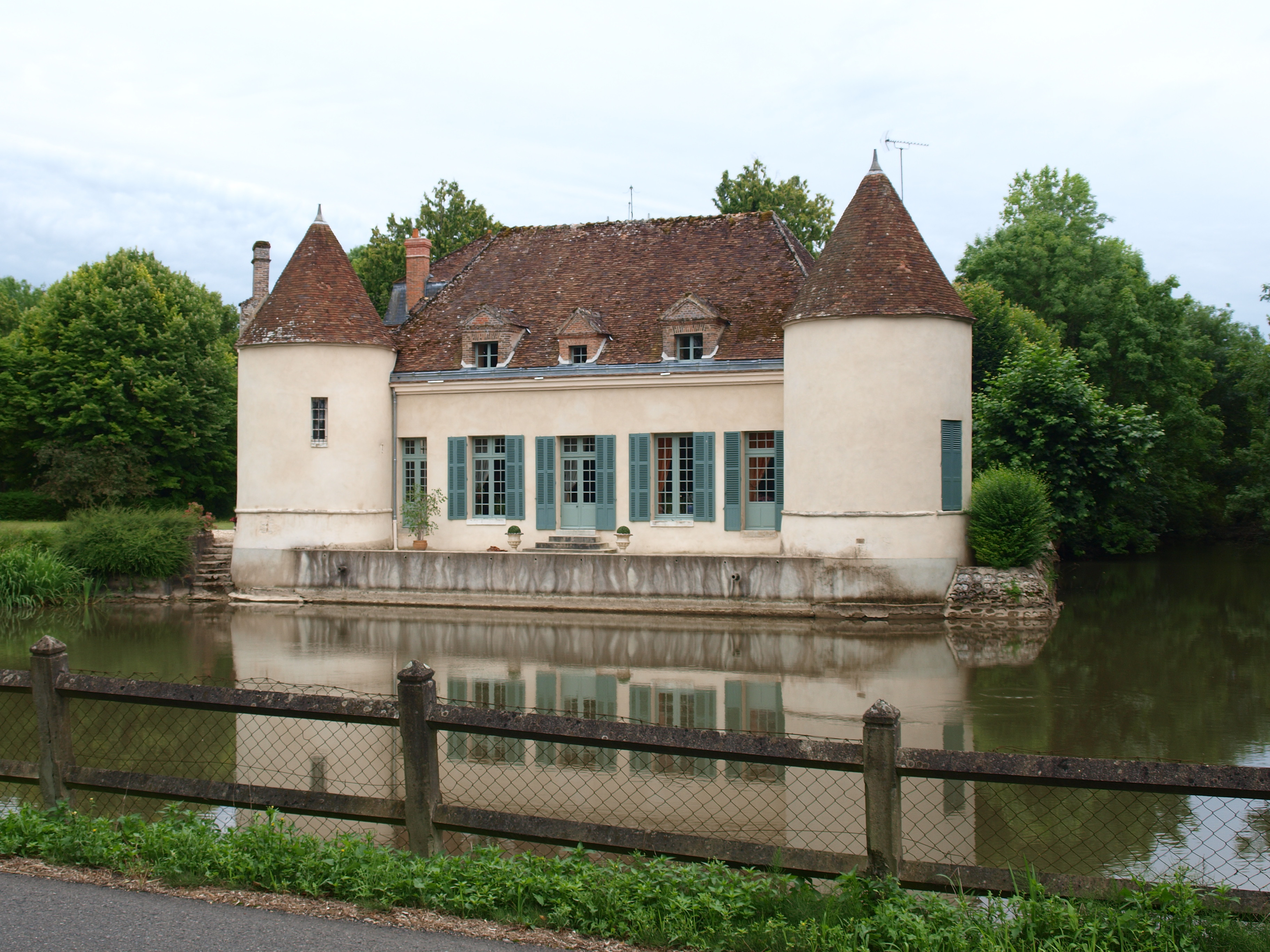
Schloss

- Kirche Saint-Hilaire
- Schloss